# أرسينيو ميزا
أرسينيو ميزا (بالإسبانية: Arsenio Meza)‏ هو لاعب كرة قدم باراغواياني في مركز الهجوم، ولد في 22 يناير 1953 في أسونسيون في باراغواي. شارك مع منتخب باراغواي لكرة القدم. أما مع النوادي، فقد لعب مع سبورتيفو لوكوينو ونادي أطلس ونادي ليبرتاد.

## وصلات خارجية
- أرسينيو ميزا على موقع ناشيونال فوتبول تيمز (الإنجليزية)